# Cúp bóng đá Bulgaria 1940
Cúp bóng đá Bulgaria 1940 (trong giai đoạn này có tên là Cúp Tsar) là giải đấu cúp thứ ba, diễn ra song song với giải đấu quốc gia. Chức vô địch thuộc về FC 13 Sofia khi vượt qua Sportklub Plovdiv 2–1 trong trận chung kết tại Levski Playground ở Sofia. Ban đầu Levski Ruse vào chung kết, nhưng vào ngày 9 tháng 10 năm 1940 đội bóng từ chối thi đấu vì những bất đồng tài chính với liên đoàn bóng đá.

## Vòng 16 đội
| Đội 1                     | Tỉ số    | Đội 2                   |
| ------------------------- | -------- | ----------------------- |
| Bdin Vidin                | 1−0      | Tsar Krum Byala Slatina |
| Orlovets Gabrovo          | 1−5      | Pobeda Varna            |
| Levski Dupnitsa           | 0−1      | Sportklub Plovdiv       |
| Tritsvet Chirpan          | 6−0      | Botev Haskovo           |
| Levski Ruse               | 8−1      | Svetkavitsa Targovishte |
| FC 13 Sofia               | miễn đấu |                         |
| Skobelev-Pobeda 39 Pleven | miễn đấu |                         |
| Botev Yambol              | miễn đấu |                         |

## Tứ kết
| Đội 1             | Tỉ số | Đội 2                     |
| ----------------- | ----- | ------------------------- |
| Pobeda Varna      | 1−0   | Skobelev-Pobeda 39 Pleven |
| FC 13 Sofia       | 7−2   | Botev Yambol              |
| Sportklub Plovdiv | 4−1   | Tritsvet Chirpan          |
| Bdin Vidin        | 1−4   | Levski Ruse               |

## Bán kết
| Đội 1       | Tỉ số | Đội 2             |
| ----------- | ----- | ----------------- |
| Levski Ruse | 2−0   | Sportklub Plovdiv |
| FC 13 Sofia | 2−0   | Pobeda Varna      |

## Chung kết
| FC 13 Sofia                  | 2−1 | Sportklub Plovdiv   |
| ---------------------------- | --- | ------------------- |
| Nikolaev 27' · Stoichkov 85' |     | Bazovski 13' (l.n.) |

Bản mẫu:Bóng đá châu Âu (UEFA) 1939–40